# The Game Awards
The Game Awards (litt. « les récompenses des jeux ») est une cérémonie de récompenses internationale qui distingue une sélection de jeux vidéo et de personnalités de l'industrie vidéoludique. Créée en 2014, elle se tient au mois de décembre chaque année à Los Angeles et couvre les jeux sortis dans l'année écoulée, en plus de servir de plateforme de promotion pour des titres à venir.
La cérémonie est produite et présentée par le journaliste canadien Geoff Keighley, qui la lance pour remplacer la soirée de récompenses des Spike Video Game Awards. Durant trois heures, l'émission mélange remise de récompenses et diffusion, souvent en avant-première mondiale, de bandes-annonces et d'extraits de gameplay de jeux à venir.
Au début des années 2020, la cérémonie prend peu à peu le pas sur le salon de l'E3, qui tenait jusque-là le rôle de rendez-vous annuel de l'industrie, et les récompenses qu'elle distribue deviennent parmi les plus convoitées du milieu. En revanche, la faible place laissée aux développeurs et le caractère inopportun de certaines publicités amènent la presse à décrier la dimension mercantile de l'évènement. En 2023, l'émission réunit une audience de 118 millions de spectateurs et s'établit comme la cérémonie de récompenses la plus suivie au monde, avec près de dix fois l'audience des Oscars du cinéma.
Les jeux recevant le plus de trophées lors de l'édition de décembre 2024 sont les productions Astro Bot, qui remporte le Game Award du jeu de l'année, et Balatro, lauréat du prix équivalent pour les jeux indépendants.

## Format
La cérémonie prend place dans une salle de spectacles de Los Angeles, aux États-Unis (depuis 2015, il s'agit du Peacock Theater), et est diffusée gratuitement sur plusieurs sites en parallèle, mêlant réseaux sociaux de masse et plateformes consacrées au jeu vidéo : YouTube, Twitch, Twitter, Steam, Facebook, TikTok Live et Instagram Live.
Parmi les prix en lice, le plus convoité est le Game Award du jeu de l'année. Le trophée que reçoivent les lauréats est conçu par l'entreprise d'effets visuels Weta Workshop, qui avait précédemment réalisé le trophée de la compétition d'esport The International. Il représente un ange s'élevant au ciel en s'extrayant de blocs, une métaphore selon ses concepteurs du progrès vers lequel les jeux vidéo doivent tendre.

## Fonctionnement

Stylisation de la sculpture que reçoivent les lauréats.

### Récompenses
Quelques semaines en amont de la remise des prix, une liste de nommés est dressée pour chacune des vingt-neuf récompenses en jeu à la suite du vote d'un panel de plus de 130 médias internationaux et principalement vidéoludiques,.
Jusqu'en 2017, la phase de vote invitait une trentaine d'experts et de représentants de l'industrie à sélectionner les lauréats ; le comité d'organisation étend ensuite le jury, puis l'internationalise en 2019 en invitant des médias non anglophones à voter. En 2024, c'est une centaine de médias à travers le monde qui invitée à voter.
Les gagnants de chaque catégorie sont déterminés par un vote mêlant la recommandation du jury, qui compte pour 90% des résultats, et le choix du public effectué sur un site officiel, qui compte pour 10 %. En 2023, ce sont 120 médias internationaux qui participent aux votes. Certaines catégories sont entièrement ouvertes au vote du public, sans implication d'un jury, au risque de tomber victimes de trucages par le biais de bots. En 2022, des accusations de triche sont ainsi portées sur le résultat de la catégorie Player's Voice (« voix du joueur »),.

### Dévoilement de nouveaux jeux
L'émission est aussi une opportunité commerciale de première ampleur pour les éditeurs qui ont de nouveaux jeux à promouvoir. Certains planifient le dévoilement aux Game Awards de leur annonce promotionnelle jusqu'à un an à l'avance, et travaillent étroitement avec le comité d'organisation pour s'assurer d'une présentation qui leur convienne.
En 2023, la grille de tarification pour que les éditeurs obtiennent d'y diffuser une bande-annonce indiquait des prix proches de ceux pratiqués pour le Summer Game Fest en 2024, c'est-à-dire 250 000 dollars pour une minute, 350 000 pour une minute et demie, 450 000 pour deux minutes, et 550 000 pour deux minutes et demie.

## Historique
La cérémonie des Game Awards est conçue en 2014 pour remplacer la soirée de récompenses des Spike Video Game Awards. Lors de la première édition, qui a lieu le 5 décembre 2014, la cérémonie est présentée par Geoff Keighley. Keighley vise à établir le jeu vidéo au même niveau que le cinéma, les séries télévisées ou la littérature.
En 2024, peu avant le dixième anniversaire de la cérémonie et alors que Keighley est en procédure d'enregistrement de marque déposée auprès du Bureau américain des brevets et des marques de commerce, il appelle la communauté des joueurs à lui fournir des témoignages pour attester qu'ils associent clairement l'expression « The Game Awards » à la cérémonie.

Logo de la cérémonie pour sa première édition, en 2014.
Logo utilisé entre 2015 et 2022.
Logo utilisé à partir de 2023.

## Audience et palmarès
D'année en année, l'audience qui suit la cérémonie en direct suit une courbe de croissance particulièrement forte, de 20% notamment entre 2021 et 2022. Durant cette dernière édition, l'émission réunit durant trois heures une audience de plus de cent millions de spectateurs, s'établissant ainsi comme la cérémonie de récompenses la plus suivie au monde, avec près de dix fois l'audience des Oscars du cinéma,. Pour le magazine d'affaires Forbes, cette différence de performance avec des cérémonies équivalentes dans d'autres industries pourtant plus ancrées dans le temps (telles que les Grammys de la musique ou les Emmys des séries télévisées) s'explique par le fait que les Game Awards ne sont pas restreints par une diffusion sur des chaînes télévisées câblées et ont su « prendre le tournant de la technologie moderne ».

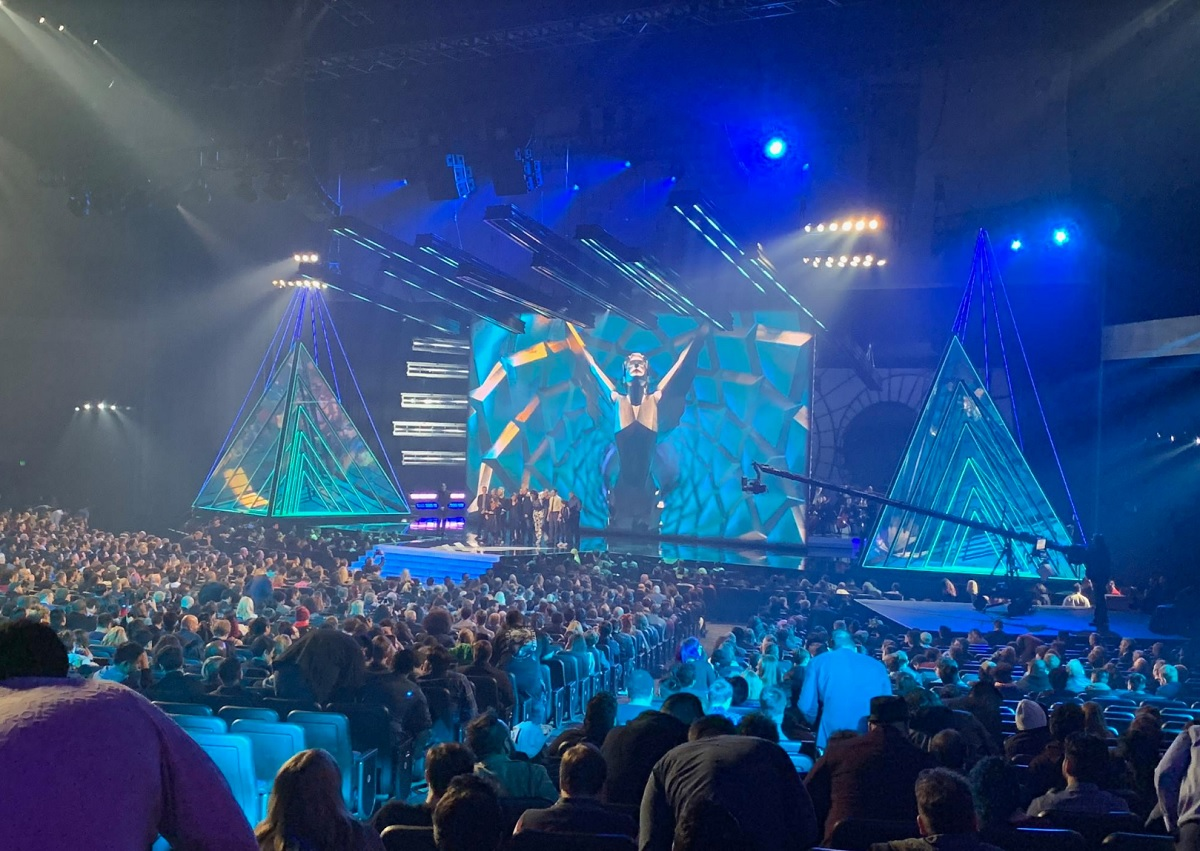
La scène des Game Awards en 2018, lorsque God of War reçoit le titre du jeu vidéo de l'année.

| Édition | Date         | Jeu vidéo de l'année                    | Lieu                            | Audience (en millions) |
| ------- | ------------ | --------------------------------------- | ------------------------------- | ---------------------- |
| 2014    | 5 décembre   | Dragon Age: Inquisition                 | The AXIS (Las Vegas)            | 1,9                    |
| 2015    | 3 décembre   | The Witcher 3: Wild Hunt                | Microsoft Theater (Los Angeles) | 2,3                    |
| 2016    | 1er décembre | Overwatch                               | Microsoft Theater (Los Angeles) | 3,8                    |
| 2017    | 7 décembre   | The Legend of Zelda: Breath of the Wild | Microsoft Theater (Los Angeles) | 11,5                   |
| 2018    | 6 décembre   | God of War                              | Microsoft Theater (Los Angeles) | 26,2                   |
| 2019    | 12 décembre  | Sekiro: Shadows Die Twice               | Microsoft Theater (Los Angeles) | 45,2                   |
| 2020    | 10 décembre  | The Last of Us Part II                  | Événement virtuel               | 83                     |
| 2021    | 9 décembre   | It Takes Two                            | Microsoft Theater (Los Angeles) | 85                     |
| 2022    | 8 décembre   | Elden Ring                              | Microsoft Theater (Los Angeles) | 103                    |
| 2023    | 7 décembre   | Baldur's Gate III                       | Peacock Theater (Los Angeles)   | 118                    |
| 2024    | 12 décembre  | Astro Bot                               | Peacock Theater (Los Angeles)   | 154                    |

## Image publique

### Organe de promotion des jeux vidéo

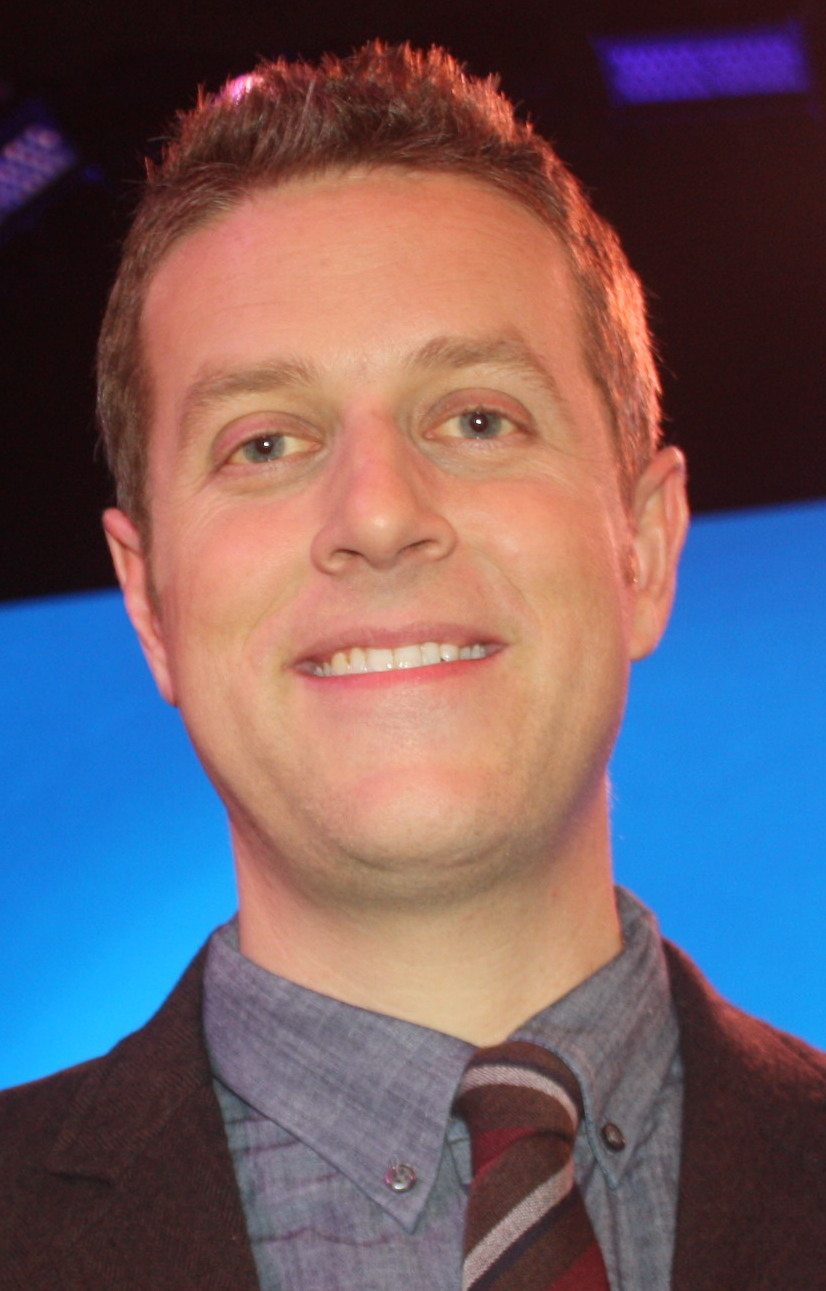
Le journaliste canadien Geoff Keighley, qui crée la cérémonie en 2013, en est aussi le principal présentateur.

Les Game Awards s'établissent dans les années 2010 comme une plateforme privilégiée de promotion des jeux vidéo, entre dévoilement en exclusivité mondiale d'œuvres encore non-annoncées et diffusion d'extraits de jeux à venir. Au fil des années, la cérémonie prend le pas sur l'E3, qui servait jusque-là ce rôle en accueillant plusieurs conférences de dévoilement d'avant-premières au mois de juin.
Cette mise en avant de bandes-annonces et de publicités se fait cependant souvent au détriment des œuvres que la cérémonie est censée récompenser, estime la presse. En 2022, le Los Angeles Times constate que les publicités sont agencées de manière à promouvoir des démos ou des soldes, parfois même pour des services de livraison plutôt que pour des jeux vidéo. Le site The Gamer se fait l'écho de plusieurs médias en remarquant : « on sait que les Game Awards ne sont pas vraiment consacrés aux récompenses ». Il note que plusieurs des gagnants sont annoncés au pas de course par le présentateur, face caméra et en tournant le dos au public, sans possibilité d'applaudissements ni de discours des lauréats.
L'édition 2023 provoque des réactions particulièrement vives et unanimes, aussi bien auprès des professionnels que des journalistes. La presse relève le déséquilibre du temps consacré à chaque section de la cérémonie : « les vainqueurs des différentes catégories n’ont eu à se partager que 11 minutes de paroles, soit à peine 9% du temps d’antenne. À titre de comparaison, le temps alloué aux publicités et aux différentes bandes-annonces représente presque la moitié de la cérémonie. Le reste est partagé entre Geoff Keighley, la musique et le temps donné aux célébrités. » Le prompteur invitant à les lauréats à abréger leur discours est aussi décrié, notamment lorsque Swen Vincke de Larian Studios, qui vient de recevoir la récompense suprême pour Baldur's Gate III, est invité à quitter la scène au moment où il rend hommage à un collègue décédé durant le développement du jeu.
Malgré l'important aspect commercial des partenariats de publicités signés avec les entreprises du secteur, la cérémonie gagne peu à peu en crédibilité quant au prestige de ses récompenses, ce qui n'était pas le cas de l'émission précédente animée par la même équipe, les Spike Video Game Awards.

### Média industriel
Du fait de sa large audience, l'émission sert parfois de tremplin médiatique pour traiter des sujets qui agitent l'industrie du jeu vidéo. En 2021, le présentateur et directeur de la cérémonie, Geoff Keighley, fait une référence voilée aux accusations et procès pour harcèlement sexuel qui ont visé Activision Blizzard dans l'année écoulée. En 2022, des manifestants se tiennent à l'extérieur de la salle de cérémonie pour sensibiliser aux sujets du syndicalisme dans l'industrie, des écarts de salaire, et du harcèlement dans certains studios. En 2023, l'absence de mention ou de référence aux milliers de licenciements effectués dans l'industrie vidéoludique au cours de l'année, dans un contexte financier difficile, amène également de nombreux journalistes et professionnels à exprimer leur incompréhension,.
Une partie de la presse regrette que Keighley se montre réticent à aborder les thèmes de société qui secouent l'industrie vidéoludique, de crainte possiblement de perdre une partie de la vaste audience qui suit l'émission.
Le syndicat français Solidaires Informatique regrette le faible espace accordé aux travailleurs.

### Problèmes et biais dans la sélection des jeux
À l'occasion de l'annonce des nominations pour l'année 2023, plusieurs personnalités et médias de l'industrie vidéoludique relèvent un manque de professionnalisme dans la sélection des œuvres en compétition. Les problèmes remarqués sont notamment la date limite de soumission des jeux candidats, qui s'arrête quelques jours après le dévoilement des nominations et prive ainsi les jeux sortis dans une certaine période de temps d'être éligibles, tel le jeu de rôle Pentiment pour l'année 2022 ; le fait que Dave the Diver apparaisse dans la catégorie des meilleurs jeux indépendants, alors qu'il a en fait été développé par une filiale du riche conglomérat sud-coréen Nexon ; ou encore le fait que Destiny 2 soit listé parmi les jeux bénéficiant du meilleur suivi communautaire, alors même que les employés en charge de celui-ci ont été dans leur grande majorité licenciés seulement quelques semaines auparavant par le studio Bungie.
Plus largement quant à l'ensemble des éditions de la cérémonie, la répartition des jeux dans les différentes catégories suscite parfois l'incompréhension, certaines des œuvres appartenant à plusieurs genres et étant ainsi assignées à une place ou autre jeu aurait peut-être été plus légitime. Enfin, la longueur moyenne et le nombre d'œuvres à analyser soulève le doute sur la capacité de chaque média participant au vote à fournir une évaluation complète des jeux en lice.